# Kreditten leve
Kreditten leve er en dansk stum komediefilm fra 1911 produceret af Nordisk Films Kompagni og instrueret af William Augustinus efter manuskript af Waldemar Hansen.

## Handling
Værtshusholder Fusel har hængt en plakat op: "Ingen Kredit". Gæsterne er sure og brokker sig, men Fusels madamme har bestemt, at det skal være sådan. To stamgæster beslutter, at give Fusel en lektion, men om det hjælper, bestemmer madammen.

## Medvirkende
- Frederik Buch
- Lauritz Olsen
- Franz Skondrup
- Doris Langkilde
- Elna From